# Robert John Fleming (Gouverneur)

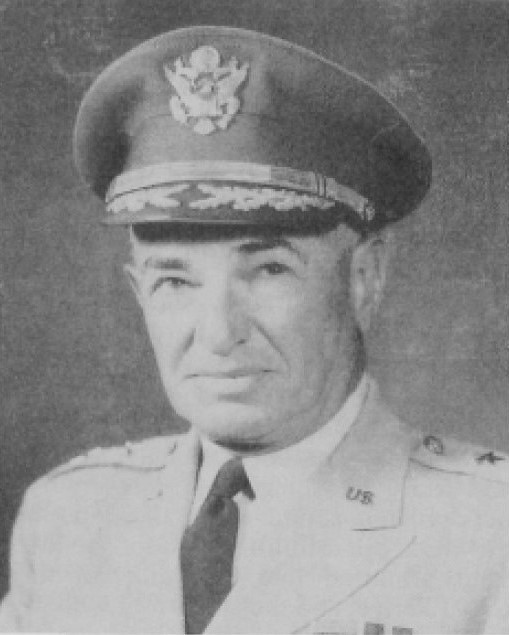
Maj. Gen. Robert J. Fleming, Jr. (1967)

Robert John Fleming, Jr. (* 13. Januar 1913 in Fort Robinson, Nebraska; † 14. Juli 1984) war ein US-amerikanischer Ingenieur, Offizier des US Army Corps of Engineers sowie von 1962 bis 1967 Gouverneur der Panamakanalzone.

## Leben
Fleming trat nach dem Schulbesuch in die US Army ein und wurde nach Absolvierung der US Military Academy in West Point 1928 Offizier. Später studierte er an der US Army Engineer School, schloss diese 1935 ab und war danach im US Army Corps of Engineers (USACE) eingesetzt. Nach dem Eintritt der Vereinigten Staaten in den Zweiten Weltkrieg nahm er am Pazifikkrieg teil.
Nach Kriegsende war er zunächst mit der Oberaufsicht über Bauprogramme der US Army in besetzten Gebieten betraut, und danach von 1947 bis 1950 erst Leiter der Ingenieurorganisations- und Ausbildungsabteilung und danach stellvertretender Chefingenieur für militärische Operationen im Büro des Chefingenieurs des USACE in Washington, D.C. Im Anschluss absolvierte er ein einjähriges Studium am dortigen National War College und fand zwischen 1951 und 1954 Verwendung als Ingenieur bei den Feldstreitkräften der US Army in Fort Monroe. 1954 erfolgte seine Ernennung zum Distriktingenieur des USACE-Distrikts in Philadelphia, einem Teil des Bezirks Nordatlantik (North Atlantic Division), ehe er von 1955 bis April 1957 Bezirksingenieur dieses Bezirks war. Zwischen 1957 und 1960 hielt er sich auf Verwendungen in Frankreich auf. 1961 wurde er zum Major General ernannt.
1962 wurde Fleming von US-Präsident John F. Kennedy als Nachfolger von William Arnold Carter zum Gouverneur der Panamakanalzone ernannt und bekleidete dieses Amt fünf Jahre lang bis 1967.
In dieser Funktion kam es am 12. Oktober 1962 zur Einweihung der Thatcher Ferry Brigdge sowie am 20. Juni 1962 zur Herausgabe des Panama Canal Spillway, der ersten Tageszeitung der Kanalzone. Außerdem leitete er 1964 Studien ein, die sich mit der Erweiterung der Kapazitäten des Kanals befassten.
Zum anderen sah sich Fleming aber auch mit einem der empfindlichsten Aspekte der Beziehungen zwischen Panama und den USA konfrontiert: den Unruhen vom 9. Januar 1964. An diesem Tag versuchten panamaische Studenten die Flagge Panamas an der High School von Balboa zu hissen, woraus Unruhen mit 24 Toten entstanden. Die Lage entspannte sich erst am 3. April 1964 durch eine gemeinsame Erklärung der Präsidenten Lyndon B. Johnson und Roberto Francisco Chiari Remón.
Fleming ging im Februar 1967 in den Ruhestand, um eine Stelle als Executive Vice President für ein Unternehmen in Boston, Massachusetts, anzutreten.

## Ehrungen
Für seine Verdienste wurde er mehrfach ausgezeichnet und erhielt unter anderem den Legion of Merit, den Bronze Star und die Army Commendation Medal. Darüber hinaus wurde er Offizier der Ehrenlegion und mit dem tschechoslowakischen Orden des Weißen Löwen sowie dem Großkreuz des panamaischen Ordens Nuñez de Balboa geehrt.